# 10236 Aayushkaran
10236 Aayushkaran è un asteroide della fascia principale. Scoperto nel 1998, presenta un'orbita caratterizzata da un semiasse maggiore pari a 2,2876887 au e da un'eccentricità di 0,1372512, inclinata di 3,93860° rispetto all'eclittica.